# Luís Mamona João
Luís Mamona João, född 1 februari 1981 i Luanda, med smeknamnet Lama är en angolansk före detta fotbollsspelare (målvakt). Han spelade hela sin karriär för Petro Atletico.

## Internationell karriär
Lama debuterade i Angolas landslag 2004, och var andramålvakt i VM 2006. Lama var även med som andramålvakt i Afrikanska mästerskapet i fotboll 2006, men under Afrikanska mästerskapet i fotboll 2008 och 2010 var Lama ordinarie.